# Stegosaurides
Stegosaurides („podobný stegosaurovi“) byl rod tyreoforního dinosaura, žijícího v období spodní křídy (geologické stupně barrem až apt, před 125 až 115 miliony let) na území dnešní severní Číny (provincie Kan-su). Typový druh S. excavatus byl formálně popsán roku 1953.

## Historie
Fosilie dinosaura byly objeveny v sedimentech skupiny Sin-min-pao (angl. Xinminbao) švédským paleontologem Andersem Birgerem Bohlinem v roce 1930 při jedné ze společných švédsko-čínských expedic vedených Svenem Hedinem. Formálně pak Bohlin dinosaura popsal v roce 1953 na základě objevu dvou částečně dochovaných obratlů o délce kolem 11 cm a báze kostěného hřbetního bodce.
Vzhledem k nekompletnosti materiálu je tento taxon považován za nomen dubium (pochybné vědecké jméno). Podle novějších výzkumů by se mohlo jednat spíše o zástupce kladu Ankylosauria než Stegosauria, a to zejména vzhledem k tvaru a proporcím obratlů. Není také jisté přesné geologické stáří nálezu, které sice bývá většinou označováno za spodní křídu (geologické stupně barrem až apt), mohlo by se ale také jednat o svrchní křídu (kdy již ovšem stegosauridi byli pravděpodobně vyhynulí).